# Església vella de Delft
L'església vella de Delft (en neerlandès Oude Kerk) és un edifici religiós d'estil gòtic que data de 1246, i és l'església parroquiana més antiga de Delft, als Països Baixos.
Entre 1325 i 1350 se li va afegir la torre de planta quadrada que actualment està sensiblement inclinada a causa de la poca fermesa del terreny sobre el qual se sustenta. Amb 75 m d'altura, actualment presenta una desviació d'1,96 m de la vertical.
Les cinc agulles característiques de l'Oude Kerk es destaquen sobre el centre històric de Delft. La torre inclinada ja no és la més alta de la ciutat, però continua irradiant la mateixa extraordinària bellesa com a l'Edat Mitjana.

## Història
L'any 1246 es manté oficialment com l'any de naixement de l'església, però la història és molt més antiga. Uns quants segles abans que el duc Guillem II concedís a Delft drets de ciutat, els habitants del nucli rural al llarg del Delf ja anaven al mateix lloc a missa. Generalment s'assumeix que l'any 1050 hi havia una església de fusta en el mateix indret.
Bartholomeus van der Made va emprendre a mitjan segle xiii la primera reforma i extensió de l'església parroquiana. A partir de llavors se li va donar a l'església el nom del patró del fundador: Sant Bartomeu.
A l'església existent se li van afegir dues naus de creuer i un cor. En els anys següents hi va haver quatre fases de construcció més que finalment van determinar l'aparença de l'església. Durant una d'elles es va afegir la torre gòtica i es va aixecar l'agulla de maó i les quatre torres angulars (1325-1350).
La primera meitat del segle xv es va renovar completament la nau central. L'església va adoptar una altra vegada l'aparença i les característiques d'una basílica, perquè la nau central es va elevar sobre les naus laterals. Al seu torn, les naus laterals van ser prolongades fins a la part davantera de la torre. En el curs del segle xv es va adornar l'edifici amb diverses capelles i portals. El portal a la façana nord que es va transformar en una capella i el portal de la torre encara són mostres d'aquestes modificacions.
L'última renovació radical de l'església va tenir lloc a començaments del segle xvi. El pla va ser perfeccionar l'edifici a una basílica cruciforme de pedra natural. Per poder dur a terme aquest projecte es va demanar ajuda a Anthonis Keldermans,descendent de la famosa família flamenca d'arquitectes i escultors. A moltes ciutats flamenques, zelandeses i holandeses es pot trobar el gòtic brabant de moltes generacions de Keldermans.
A l'interior hi ha les tombes de ciutadans destacats com l'inventor del microscopi Antoni van Leeuwenhoek.
- Torre de l'església vella
- Nau central amb un púlpit renaixentista (1548)]
- L'orgue